# Syafi Hilman
Syafi Hilman (* 11. Januar 2003 in Singapur), mit vollständigen Namen Syafi Nur Hilman bin Norhisam, ist ein singapurischer Fußballspieler.

## Karriere

### Verein
Syafi Hilman erlernte das Fußballspielen in der Schulmannschaft der Jurongville Secondary School sowie in den Jugendmannschaften des GFA Victoria FC und der Lion City Sailors. Seinen ersten Vertrag unterschrieb er Ende Januar 2023 bei dem Erstligisten Young Lions. Die Young Lions sind eine U23-Mannschaft, die 2002 gegründet wurde. In der Elf spielen U23-Nationalspieler und auch Perspektivspieler. Ihnen soll die Möglichkeit gegeben werden, Spielpraxis in der ersten Liga zu sammeln. Sein Erstligadebüt gab Syafi Hilman am 25. Februar 2023 (1. Spieltag) im Auswärtsspiel gegen Albirex Niigata (Singapur). Bei der 3:0-Niederlage wurde er in der 83. Minute für Amir Syafiz eingewechselt. In seiner ersten Saison bestritt er zwei Erstligaspiele.

### Nationalmannschaft
Syafi Hilman spielt seit 2019 für die singapurische U19- und U20-Nationalmannschaft.